# Vingginst
Vingginst (Genista sagittalis) är en ärtväxtart som beskrevs av Carl von Linné. Enligt Catalogue of Life ingår Vingginst i släktet ginster och familjen ärtväxter, men enligt Dyntaxa är tillhörigheten istället släktet ginster och familjen ärtväxter. IUCN kategoriserar arten globalt som livskraftig. Arten är reproducerande i Sverige. Inga underarter finns listade i Catalogue of Life. Vingginst kallades förr även för pilginst.
Blomman är gul.